# Oncideres quercus
Oncideres quercus är en skalbaggsart som beskrevs av Henry Skinner 1905. Oncideres quercus ingår i släktet Oncideres och familjen långhorningar. Inga underarter finns listade i Catalogue of Life.